# David Rosenboom
David Rosenboom (Fairfield, 9 settembre 1947) è un compositore statunitense.
I suoi esperimenti sonori sfruttano il neurofeedback, gli algoritmi, e fondono diversi linguaggi sonori fra loro.

## Biografia
Nato nel 1947 a Fairfield, nell'Iowa, Rosenboom studiò composizione, performance e musica elettronica all'Università dell'Illinois - Urbana-Champaign con Salvatore Martirano, Lejaren Hiller, Kenneth Gaburo, Gordon Binkerd, Bernard Goodman, Paul Rolland, Jack McKenzie, Soulima Stravinsky, John Garvey e altri. Negli anni sessanta, Rosenboom scrisse i suoi primi brani e suonò in The Electric Ear di Morton Subotnick e The Persian Surgery Orchestra di Terry Riley. Duranta il decennio seguente, Rosenboom divenne uno dei primi artisti a utilizzare un sintetizzatore digitale collaborando assieme a Don Buchla. Attualmente, il compositore è professore di musica e preside della School of Music presso l'Istituto delle arti della California.

## Discografia parziale
- 1975 – Suitable For Framing/ Is Art Is/ Patterns for London
- 1976 – Brainwave Music
- 1978 – Collaboration in Performance
- 1981 – Future Travel
- 1987 – A Live Electro-acoustic Retrospective
- 1991 – Systems of Judgement (CRC, 1991)
- 2007 – Two Lines (con Anthony Braxton)
- 2009 – How Much Better if Plymouth Rock Had Landed on the Pilgrims
- 2012 – Life Field
- 2015 – Naked Curvature (Tzadik, 2015)
- 2018 –  J.Jasmine: My New Music (con Jacqueline Humbert)